# Ram Bahadur Giri
Ram Bahadur Giri (ur. w 1960) – nepalski bokser, uczestnik Letnich Igrzysk Olimpijskich 1988.
Na igrzyskach w Seulu startował w wadze koguciej. W 1/32 finału miał wolny los, a w kolejnej fazie zawodów przegrał z Kenijczykiem Steve’em Mwemą (przez RSC w drugiej rundzie).
Zdobył srebrny medal Igrzysk Południowej Azji 1987 w Kolkacie, a także brązowy medal igrzysk w Islamabadzie w 1989.